# Ronny Van Holen
Ronny Van Holen (Aalst, 9 de marzo de 1959) es un ciclista belga que fue profesional entre 1981 y 1992. En su palmarés destaca la vìctòria en una etapa de la Volta a Cataluña de 1984, la clasificación de las metas volantes de la Vuelta en España de 1985 y el Circuito Het Volk de 1988.

## Palmarés
1977
- Campeonato Mundial júnior en Ruta

1979
- Tour de Valonia, más 2 etapas

1980
- Bruselas-Opwijk
- 1 etapa de la Flecha del Sur
- 1 etapa del Tour de la Yonne

1982
- Gran Premio Pino Cerami
- 1 etapa de la Vuelta a Alemania

1984
- Flecha Brabanzona
- Gran Premio Jef Scherens
- 1 etapa de la Volta a Cataluña
- 1 etapa de la Setmana Catalana

1985
- Gran Premio de Fayt-le-Franco
- De Kustpijl Heist
- Clasificación de las metas volantes de la Vuelta a España

1986
- Binche-Tournai-Binche
- Mandel-Lys-Escaut

1987
- Gran Premio Jef Scherens

1988
- Circuito Het Volk

1991
- Druivenkoers Overijse